# Sprödigkeit

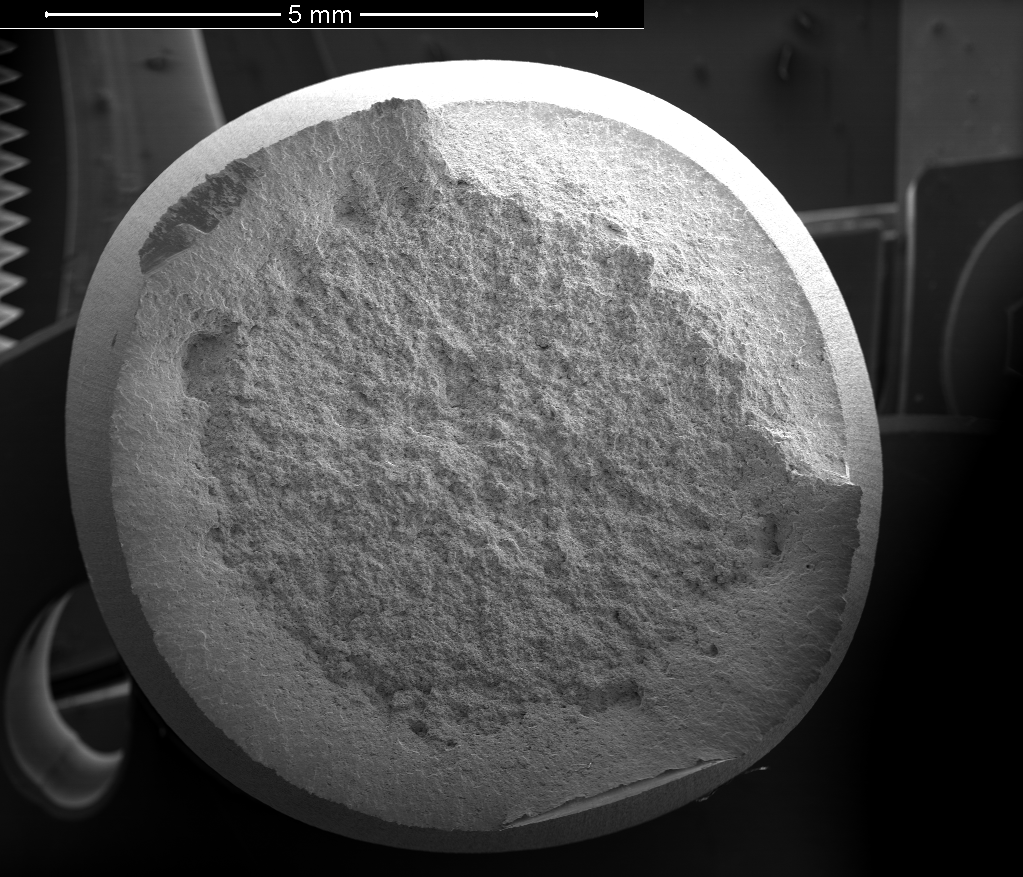
REM-Aufnahme eines spröden Bruches an einer C45E-normalisierten Zugprobe.

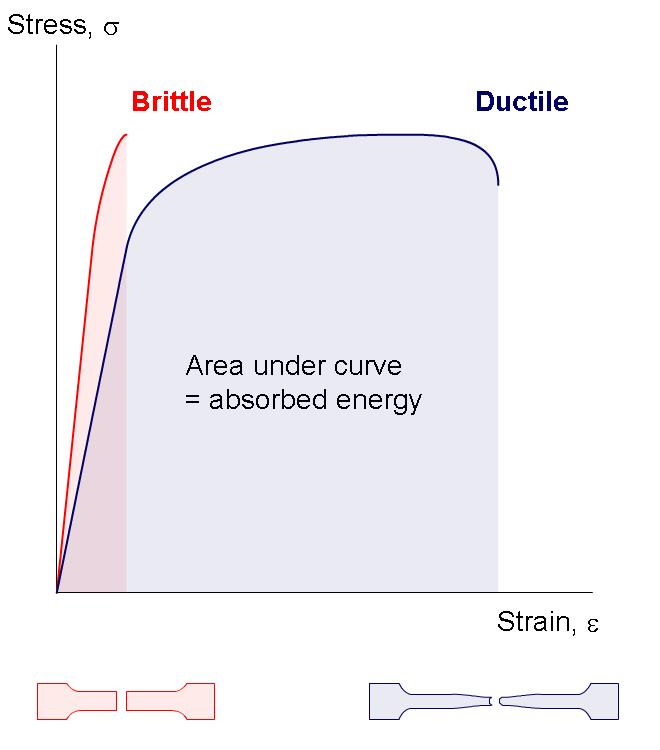
Spannungs-Dehnungs-Diagramm: Sprödbruch in Rot, Verformungsbruch in Grau

Sprödigkeit ist eine Werkstoffeigenschaft, die das Versagens- bzw. Bruchverhalten beschreibt. Ein spröder Werkstoff lässt sich nur im geringen Maße plastisch verformen, zeichnet sich folglich durch geringe Duktilität aus. Ein Sprödbruch erfolgt bei geringer Dehnung und meist nahe der Streckgrenze. Solche Materialien besitzen meist eine große Härte: Diamant, Carbide, Nitride, Salze, Keramiken und Glas, aber z. B. auch Grauguss und Bakelit. Für Sprödmetalle gilt die Bruchmechanik spröder Materialien. Dagegen sind duktile Werkstoffe – darunter viele Metalle und Kunststoffe – vergleichsweise weit plastisch verformbar, bevor sie durch die Verformung brechen (Verformungsbruch).
Häufig wird sprödes oder duktiles Verhalten durch den Zugversuch oder den Druckversuch ermittelt. Die Zähigkeit ist ein Maß für die absorbierte Energie bis zum Bruch bzw. die eingeschlossene Fläche im Spannungs-Dehnungs-Diagramm. Auch wenn hohe Zähigkeit mit hoher Duktilität assoziiert wird, kann ein spröder Werkstoff zäher als ein duktiler Werkstoff sein.

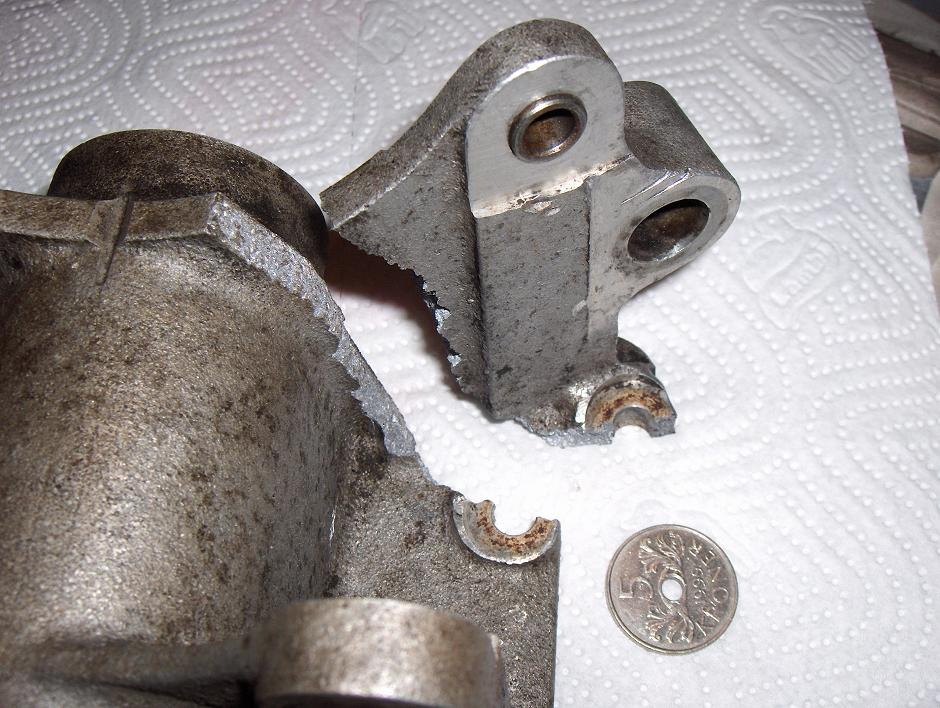
Sprödbruch in einem Gussteil aus Aluminium

## Versprödung

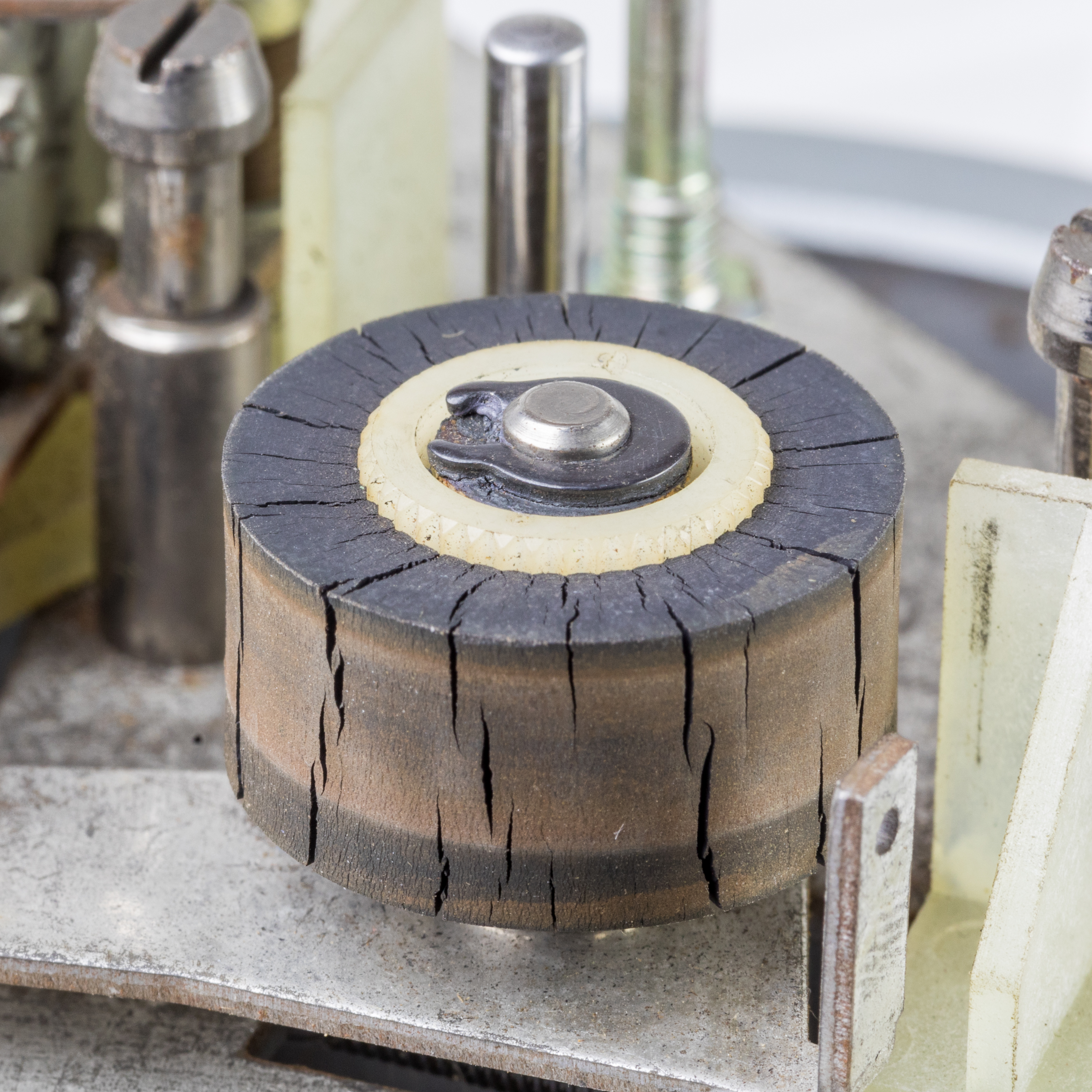
Versprödete Andruckrolle

Versprödung eines Werkstoffes kann verschiedene Gründe und Ausprägungen haben. Einige Werkstoffe neigen zu chemischer oder physikalischer Versprödung und sind nur im Neuzustand oder nach einem Regenerationsprozess duktil.
- Kunststoffe können verspröden, wenn der Weichmacher aus ihnen entweicht. Das Entweichen wird durch Umweltfaktoren wie hohe Temperaturen oder starke Sonneneinstrahlung („UV“) gefördert; dies geschieht schneller, wenn der Dampfdruck des Weichmachers steigt.
- Störungen im Kristallgitter: Unter dem Einfluss ionisierender Strahlung verspröden Eisen und Stahl. Durch Neutronen werden Eisenatome von ihren Gitterplätzen gestoßen, wodurch es zu einer Kaskade von Stößen kommt, die Cluster von Defekten im Gitter bilden.[2]
- Einlagerung von Wasserstoff führt zu einem Einlagerungsmischkristall und Wasserstoffversprödung bei einigen Stahlsorten. Das Besetzen von interstitiellen Plätzen im Kristall führt zu Gitterstörungen und dem Hemmen von Gleitsystemen.

### Übergangstemperatur
Die Sprödigkeit der meisten Werkstoffe nimmt bei sinkender Temperatur zu. Die Übergangstemperatur ist diejenige, bei der die Elastizitätsgrenze die Bruchspannung übersteigt. Die Peierls-Spannung kann thermisch aktiviert überwunden werden, sodass die kritische Schubspannung mit zunehmender Temperatur abnimmt. Dies ist in Metallen, insbesondere kubisch raumzentrierten und hexagonalen Kristallsystemen mit einem c/a Verhältnis zwischen 1,63 und 1,73, mit einer geringeren Anzahl an aktivierbaren Gleitebenen zu erklären. Diese Versprödung ist in kubisch flächenzentrierte Metalle oder austenitische Stähle weit weniger ausgeprägt. Typisch für Stähle sind Übergangstemperaturen von {\displaystyle T_{U}} zwischen −60 und 40 °C.

### Übergangsdehnrate
Die Geschwindigkeit, mit der ein Werkstoff umgeformt wird, trägt zu dessen Versprödung bei. Die Dehnratensensitivität gibt an, wie stark die kritische Schubspannung von der Dehnrate abhängig ist. Metalle wie Aluminium oder Magnesium sind dehnratensensitiver als Stahl.